# شماره کنترل کتابخانه کنگره
شماره کتابخانه کنگره یا ال سی سی ان (LCCN) یک سیستم عددهی سریال برای کاتالوگ کردن رکوردهای موجود در کتابخانه کنگره است. این سیستم ارتباطی با محتوای کتاب ندارد و نباید با طبقه‌بندی کتابخانه کنگره اشتباه شود. این سیستم در سال ۱۸۹۸ ابداع شد و از ۱۹۰۱ کتابخانه کنگره آن را پخش کرد. شماره کارت کتابخانه کنگره عددی بود که برای شناسایی و کنترل کردن کارتها استفاده می‌شود اما با توسعه فرمت مارک (MARC) و اولین انتشار کارتهای قابل خواندن توسط ماشین برای کتابها در اواخر دهه ۶۰ نام ال سی سی ان به شماره کنترل کتابخانه کنگره تغییر کرد.